# Дан који треба да остане у лепој успомени
„Дан који треба да остане у лепој успомени“ је југословенски филм из 1970. године. Режирала га је Соја Јовановић, а сценарио је писала Бојана Андрић.

## Улоге
| Глумац              | Улога |
| ------------------- | ----- |
| Северин Бијелић     |       |
| Драгомир Чумић      |       |
| Славка Јеринић      |       |
| Ксенија Јовановић   |       |
| Србољуб Милин       |       |
| Светолик Никачевић  |       |
| Марица Поповић      |       |
| Петар Словенски     |       |
| Добрила Стојнић     |       |
| Миливоје Томић      |       |
| Рената Улмански     |       |
| Власта Велисављевић |       |